# Maceira (Leiria)
Maceira ist eine Gemeinde (Freguesia) im portugiesischen Kreis Leiria. In ihr leben 9141 Einwohner (Stand 19. April 2021).